# Lancia Delta HF 4WD
La Lancia Delta HF 4WD è una versione sportiva della Lancia Delta prodotta in versione stradale in pochi esemplari dal 1986 al 1988 e in versione da competizione dal 1987 al 1988.

## Storia
Questa vettura a trazione integrale permanente (da cui 4WD, sigla di four-wheel drive in inglese) venne presentata nel maggio 1986 e concepita inizialmente per la commercializzazione di serie, ma ben presto alla Lancia, ne furono intuite le potenzialità di un suo eventuale impiego come vettura da competizione, tanto che fu decisa la sua omologazione nel Gruppo A automobilistico e la sua iscrizione al campionato del mondo rally 1987.

## Vettura da competizione
La Lancia Delta HF 4WD in versione da rally è stata una vettura Gruppo A, che ha partecipato al Campionato del mondo rally dal 1987 al 1988, vincendo due titoli mondiali e 11 gare.

## Storia
La Lancia Delta HF 4WD ha avuto la breve durata di una stagione e mezza del Campionato del mondo rally, in quanto nel corso della stagione 1988 venne rimpiazzata dalla Lancia Delta HF Integrale.

## Palmarès
- , 1 Campionato del mondo costruttori (1987)
- . 1 Campionato del mondo piloti (Juha Kankkunen nel 1987)

### Campionato del mondo rally
A partire dal Campionato del mondo rally 1987 la FIA introdusse una nuova regolamentazione tecnica delle vetture che comportò l'esclusione delle precedenti Gruppo B in favore delle meno sofisticate e più sicure Gruppo A, per far fronte a questo cambio di regolamento la Lancia realizzò la Lancia Delta 4WD. La vettura si dimostrò competitiva fin dal debutto vincendo, nel 1987, sia il Campionato del Mondo Rally Costruttori che il Campionato del Mondo Rally Piloti con Juha Kankkunen, il quale ebbe nei suoi due compagni di squadra Miki Biasion e Markku Alén i più competitivi avversari.
La vettura torinese vinse 9 gare durante la stagione del debutto, compreso il Rally della Nuova Zelanda valido solamente per il Campionato Piloti e 2 nella stagione 1988 prima di esser sostituita dalla Lancia Delta Integrale.
| Anno | Piazzamento | Pilota         | Copilota        |
| ---- | ----------- | -------------- | --------------- |
| 1987 | 1º assoluto | Juha Kankkunen | Juha Piironen   |
| 1987 | 2º assoluto | Miki Biasion   | Tiziano Siviero |
| 1987 | 3º assoluto | Markku Alén    | Ikka Kivimaki   |

- Lancia Delta HF 4WD:
Vittorie: 11
Podi: 19 nel 1987 (4 doppiette e 1 tripletta) e 6 nel 1988 (1 doppietta)
Debutto: Rally di Monte Carlo 1987

| Anno | Rally                     | Pilota             | Copilota                |
| ---- | ------------------------- | ------------------ | ----------------------- |
| 1987 | Rally di Monte Carlo      | Miki Biasion       | Tiziano Siviero         |
| 1987 | Rally del Portogallo      | Markku Alén        | Ikka Kivimaki           |
| 1987 | Rally dell'Acropoli       | Markku Alén        | Ikka Kivimaki           |
| 1987 | Olympus Rally             | Juha Kankkunen     | Juha Piironen           |
| 1987 | Rally della Nuova Zelanda | Franz Wittmann Sr. | Jorg Pattermann         |
| 1987 | Rally d'Argentina         | Miki Biasion       | Tiziano Siviero         |
| 1987 | Rally dei 1000 Laghi      | Markku Alén        | Ikka Kivimaki           |
| 1987 | Rally di Sanremo          | Miki Biasion       | Tiziano Siviero         |
| 1987 | Rac Rally                 | Juha Kankkunen     | Juha Piironen           |
| 1988 | Rally di Montecarlo       | Bruno Saby         | Jean-Francois Fauchille |
| 1988 | Rally di Svezia           | Markku Alén        | Ikka Kivimaki           |

La Delta HF 4WD fu immediatamente competitiva anche in gruppo N e consentì al giovane Alessandro Fiorio di vincere il neonato Campionato del Mondo Rally Produzione.
| Anno | Rally                | Pilota            | Copilota            |
| ---- | -------------------- | ----------------- | ------------------- |
| 1987 | Rally di Monte Carlo | Bertrand Balas    | Eric Lainé          |
| 1987 | Rally del Portogallo | Alessandro Fiorio | Luigi Pirollo       |
| 1987 | Olympus Rally        | Alessandro Fiorio | Luigi Pirollo       |
| 1987 | Rally dei 1000 Laghi | Alessandro Fiorio | Luigi Pirollo       |
| 1987 | Rally di Sanremo     | Gianfranco Cunico | Stefano Evangelisti |
| 1988 | Rally di Svezia      | Soren Nilsson     | Per-Ove Persson     |

### Campionato Europeo Rally
La Lancia Delta HF 4WD permise inoltre a Dario Cerrato di conquistare il Campionato Europeo Rally 1987. Il pilota piemontese terminò la stagione davanti a Patrick Snujers, anch'esso al volante di una Lancia e all'inglese David Llewellin su Audi Coupé Quattro.
| Anno | Piazzamento | Pilota          | Copilota         | Team                     |
| ---- | ----------- | --------------- | ---------------- | ------------------------ |
| 1987 | 1º assoluto | Dario Cerrato   | Giuseppe Cerri   | Jolly Club               |
| 1987 | 2º assoluto | Patrick Snijers | Dany Colebunders | Bastos Texaco Rally Team |
| 1988 | 3º assoluto | Fabio Arletti   | Leonardo Julli   | Astra Racing             |

Di seguito sono elencate in dettaglio le vittorie conseguite dalla vettura in gare valide per il Campionato Europeo Rally.
| Anno | Rally                         | Pilota             | Copilota                |
| ---- | ----------------------------- | ------------------ | ----------------------- |
| 1987 | Boucles de Spa                | Patrick Snijers    | Dany Colebunders        |
| 1987 | Rally di San Marino           | Patrick Snijers    | Dany Colebunders        |
| 1987 | Rally Costa Smeralda          | Juha Kankkunen     | Juha Piironen           |
| 1987 | Rally Albena-Zlatni Piassatzi | Patrick Snijers    | Dany Colebunders        |
| 1987 | Rally Targa Florio            | Dario Cerrato      | Giuseppe Cerri          |
| 1987 | Rally della Lana              | Dario Cerrato      | Giuseppe Cerri          |
| 1987 | Rali Vinho da Madeira         | Dario Cerrato      | Giuseppe Cerri          |
| 1987 | Hunsrück Rallye               | Ronald Holzer      | Gunther Holzer          |
| 1987 | Halkidiki Rally               | Dario Cerrato      | Giuseppe Cerri          |
| 1987 | Rally Piancavallo             | Fabrizio Tabaton   | Luciano Tedeschini      |
| 1987 | ARBÖ Rallye                   | Franz Wittmann Sr. | Jorg Pattermann         |
| 1987 | Rallye Catalunya              | Dario Cerrato      | Giuseppe Cerri          |
| 1988 | Rally Catalunya-Costa Brava   | Bruno Saby         | Jean-Francois Fauchille |
| 1988 | Hankiralli                    | Harri Toivonen     | Ilkka Riipinen          |
| 1988 | Rally Albena-Zlatni Piassatzi | Fabio Arletti      | Leonardo Julli          |
| 1988 | Rally Saturnos                | Franz Wittmann Sr. | Jorg Pattermann         |
| 1988 | Barum Tribec Rallye           | Franz Wittmann Sr. | Jorg Pattermann         |